# Skalička (Zábřeh)
Skalička je vesnice, součást města Zábřeh v okrese Šumperk.

## Kulturní památky
Ve vsi jsou evidovány tyto kulturní památky:
- Zámek čp. 7 – v jádru barokní zámek z roku 1727, menších rozměrů, upravený ve 2. polovině 19. století
- Boží muka – drobná zlidovělá boží muka hranolového typu z poloviny 19. století